# Tamaroa
Tamaroa är en ort i Kiribati.   Den ligger på ön Arorae i ögruppen Gilbertöarna, i den sydöstra delen av landet, 600 km sydost om huvudstaden Tarawa. Tamaroa ligger 10 meter över havet och antalet invånare är 492.
Terrängen runt Tamaroa är mycket platt.  Närmaste större samhälle är Roreti, 3,2 km sydost om Tamaroa Village. 